# Рендл, Альфред Бартон
Альфред Бартон Рендл (англ. Alfred Barton Rendle; 1865—1938) — британский ботаник и врач.

## Биография
Альфред Бартон Рендл родился 19 января 1865 года в лондонском районе Луишем.
Учился в Кембриджском университете, в 1887 году окончил его со степенью бакалавра искусств. Через 4 года, в 1891 году, Университет присвоил Рендлу степень магистра. С 1888 года он работал в департаменте ботаники лондонского Музея естествознания. В 1898 году учёному была присвоена степень доктора наук.
С 1905 по 1935 Рендл был членом редакторского комитета МКБН. В 1906 году он был назначен хранителем в Музее естествознания. В 1909 году Рендл был избран членом Лондонского королевского общества, с 1923 года он работал президентом Лондонского Линнеевского общества.
В 1917 году Альфред Бартон был удостоен Медали Виктории Королевского садоводческого общества.
В 1930 году он ушёл на пенсию. 11 января 1938 года Альфред Бартон Рендл скончался.

## Некоторые научные работы
- Rendle, A.B. (1906—1925). The classification of flowering plants. 2 vols.
- Rendle, A.B.; Fawcett, W. (1910—1936) Flora of Jamaica. 5 vols.
- Rendle, A.B.; Baker, E.G.; Moore, S.M.; Gepp, A.; Swynnerton, C.F.M. (1911). A contribution to our knowledge of the flora of Gazaland. 245 p.
- Rendle, A.B.; Baker, E.G.; Moore, S.M.; Wernham, H.F. (1913). Catalogue of the plants in the Oban district. 157 p.

## Роды растений, названные в честь А. Б. Рендла
- Rendlia Chiov., 1914